# Niek Vossebelt
Niek Vossebelt (Harderwijk, 7 agosto 1991) è un calciatore olandese, centrocampista dell'Achilles Veen.

## Carriera
Nella stagione 2009-2010 ha giocato con lo Zwolle, collezionando 27 presenze e 3 gol. Nel 2010 si è trasferito al Willem II.

## Palmarès

### Club

#### Competizioni nazionali
- Eerste Divisie: 1

Willem II: 2013-2014